# Jimmy Mulisa
Jimmy Mulisa (Kigali, 3 april 1984) is een Rwandees voetballer die voor Berchem Sport speelt. Mulisa is een aanvaller.

## Jeugdcarrière
- 2001-2005: APR FC

## International
Mulisa debuteerde in 2003 voor de nationale ploeg van Rwanda. In 37 interlands maakte hij 21 doelpunten.

## Statistieken
| seizoen | club                  | land       | competitie    | wed. | doelp. |
| ------- | --------------------- | ---------- | ------------- | ---- | ------ |
| 2005/06 | RAEC Bergen           | België     | Tweede Klasse | 12   | 1      |
| 2006    | RC Mechelen           | België     | Derde Klasse  | 12   | 1      |
| 2006/07 | FC Doornik            | België     | Derde Klasse  | 25   | 12     |
| 2007/08 | VW Hamme              | België     | Tweede klasse | 15   | 6      |
| 2008/09 | SV Roeselare          | België     | Eerste klasse | 8    | 1      |
| 2009    | KSK Beveren (Loan)    | België     | Tweede klasse | 12   | 5      |
| 2009/10 | Ceahlăul Piatra Neamț | Roemenië   | Liga 1        | 15   | 2      |
| 2010    | Sjachtjor Karaganda   | Kazachstan | Premjer-Liga  | 13   | 0      |
| 2011    | Vostok Öskemen        | Kazachstan | Premjer-Liga  | 9    | 1      |
| 2013    | K. Berchem Sport      | België     | Derde Klasse  |      |        |
|         |                       |            | Totaal        | 121  | 29     |

Bijgewerkt: 16-09-2013